# أربولياس
بلدية أربولياس (بالإسبانية: Arboleas), هي بلدية تقع في مقاطعة المرية. جنوب شرق إسبانيا. يبلغ عدد سكانها 2.819 نسمة.

## أعلام
- خوان أرياس
- كريستيان ترابالون

## وصلات خارجية
- (بالإسبانية)